# ليسلي نايتون
ألبرت ليسلي نايتون (بالإنجليزية: Leslie Knighton)‏، من مواليد 15 مارس 1884 في تشيرتش غريزلي في إنجلترا، وتوفي في 10 مايو 1959 في بورينموث في إنجلترا، مدرب كرة قدم إنجليزي سابق.
و قد درب نادي آرسنال منذ عام 1919 وحتى عام 1925، وفي عام 1925 انتقل إلى تدريب نادي بورينموث، ودربهم حتى عام 1928، وفي عام 1928 انتقل إلى تدريب برمنغهام سيتي، ودربهم حتى عام 1933، وفي عام 1933 انتقل إلى تدريب نادي تشيلسي، ودربهم حتى عام 1939، وفي عام 1945 درب نادي شروزبوري تاون، ودربهم حتى عام 1948.